# Agustín Alayes
Agustín Alayes (* 22. Juli 1978 in La Plata) ist ein ehemaliger argentinischer Fußballspieler. Der Innenverteidiger gewann eine argentinische Meisterschaft und die Copa Libertadores 2009. Heute ist der auch Flaco genannte Alayes als Sportdirektor tätig.

## Karriere
Agustín Alayes wurde bei Estudiantes de La Plata ausgebildet und kam 1997 in die Profimannschaft des Klubs. Nach seinem Wechsel 2000 zu Quilmes AC spielte er fünf Jahre beim Konkurrenten und kehrte dann wieder zu Estudiantes zurück. Dort hatte er mit den Titelgewinnen der Meisterschaft der Apertura 2006 und der Copa Libertadores 2009 die größten sportlichen Erfolge. Nach einer Station bei den Newell’s Old Boys wechselte der Defensivakteur nach Chile zu CSD Colo-Colo, wo er allerdings keine erfolgreiche Zeit hatte und der Vertrag aufgelöst wurde, nachdem er nach seiner Bänderverletzung im Knie immer wieder gesundheitliche Probleme hatte. Nach der Vertragsauflösung wechselte Alayes zu River Plate in die Primera Nacional B, die er mit dem Klub gewinnen konnte, auch wenn er schon zum CA Banfield gewechselt war. Mit Banfield stieg er aus der Primera División ab und kehrte noch einmal zu seinem Ausbildungsklub Estudiantes zurück, um dort am Ende des Jahres 2012 seine Karriere zu beenden.
Von 2012 bis 2017 war Alayes Sportdirektor bei Estudiantes. Im Februar 2024 wurde er Sportdirektor beim uruguayischen Verein Peñarol.

## Erfolge
Estudiantes
- Argentinischer Meister: 2006-A
- Copa-Libertadores-Sieger: 2009

River Plate
- Meister der Primera Nacional: 2011/12